# Pomirkî, Lebedîn
Pomirkî (în ucraineană Помірки) este un sat în comuna Vasîlivka din raionul Lebedîn, regiunea Sumî, Ucraina.

## Demografie
Componența lingvistică a localității Pomirkî
     Ucraineană (96,72%)
     Rusă (3,28%)
Conform recensământului din 2001, majoritatea populației localității Pomirkî era vorbitoare de ucraineană (96,72%), existând în minoritate și vorbitori de rusă (3,28%).